# Coccorchestes waris
Coccorchestes waris är en spindelart som beskrevs av Balogh 1980. Coccorchestes waris ingår i släktet Coccorchestes och familjen hoppspindlar. Inga underarter finns listade i Catalogue of Life.